# Lygodactylus thomensis
Lygodactylus thomensis är en ödleart som beskrevs av  Peters 1881. Lygodactylus thomensis ingår i släktet Lygodactylus och familjen geckoödlor.

## Underarter
Arten delas in i följande underarter:
- L. t. delicatus
- L. t. thomensis
- L. t. wermuthi